# سی‌سی‌دی چندلایه
یک سی‌سی‌دی چندلایه (به انگلیسی: multi-layer CCD) یک حسگر تصویر سی‌سی‌دی است که RGB واقعی را با استفاده از لایه‌های حسگر CCD روی‌هم‌گذاشته‌شده، می‌گیرد.
این مفهوم موضوع یک درخواست ثبت اختراع کداک درسال ۱۹۷۸ (صدور ۱۹۸۶) بود، اما منجر به یک حسگر تصویر کارساز نشد.
این مفهوم به عنوان بخشی از یک بیانیه مطبوعاتی شوخی روز اول آوریل از dpreview.com دوباره ظاهرشد. هنگامی که این جوک درسال ۲۰۰۰ منتشرشد، افزاره بسیار مشابهی در فاون در دست توسعه بود - حسگر تصویر فاون ایکس۳، که چندلایه است اما یک سی‌سی‌دی نیست. حسگر فاون درسال ۲۰۰۲ در dpreview.com با نمونه تصاویری معرفی شد.